# Adolfo Meléndez
Adolfo Meléndez (A Coruña, 1884. július 2. – 1968. június 4.) spanyol labdarúgó, a Real Madrid alapító tagja, később kétszer annak elnöke. Azt, hogy nem egymást követő ciklusokra is megválasztották, rajta kívül csak Florentino Pérez mondhatja el magáról.